# Cupa UEFA 2002-2003
Cupa UEFA 2002-2003 a fost a 32-a ediție a competiției de fotbal Cupa UEFA și a 45-a dacă se iau în calcul cele 13 ediții ale Cupei Orașelor Târguri (Inter-Cities Fairs Cup). Porto a câștigat finala câștigată cu scorul de 3–2 în fața lui Celtic, marcând un gol de argint în prelungiri.

## Program
Programul competiției a fost tras la sorți la sediul UEFA din Nyon.
| Rundă               | Dată              | Tur                | Retur             |
| ------------------- | ----------------- | ------------------ | ----------------- |
| Rundă de calificări | 21 iunie 2002     | 15 august 2002     | 29 august 2002    |
| Prima rundă         | 30 august 2002    | 19 septembrie 2002 | 3 octombrie 2002  |
| A doua rundă        | 8 octombrie 2002  | 31 octombrie 2002  | 14 noiembrie 2002 |
| A treia rundă       | 15 noiembrie 2002 | 28 noiembrie 2002  | 12 decembrie 2002 |
| Optimi              | 13 decembrie 2002 | 20 februarie 2003  | 27 februarie 2003 |
| Sferturi            | 13 decembrie 2002 | 13 martie 2003     | 20 martie 2003    |
| Semifinale          | 21 martie 2003    | 10 aprilie 2003    | 24 aprilie 2003   |
| Finala              | 21 martie 2003    | 21 mai 2003        | 21 mai 2003       |

## Runda calificărilor
În calificări echipele au fost clasificate după coeficient. Două echipe din aceeași țară nu au putut juca una împotriva celeilalte.
Turul s-a jucat pe 13 și 15 august, iar returul pe 29 august 2002.
| Echipa 1             | Scor gen.      | Echipa 2                | Tur | Retur    |
| -------------------- | -------------- | ----------------------- | --- | -------- |
| Litex Lovech         | 8–1            | Atlantas                | 5–0 | 3–1      |
| Encamp               | 0–13           | Zenit Saint Petersburg  | 0–5 | 0–8      |
| Atyrau               | 0–2            | Matador Púchov          | 0–0 | 0–2      |
| Glentoran            | 0–6            | Wisła Cracovia          | 0–2 | 0–4      |
| Pobeda               | 2–3            | Midtjylland             | 2–0 | 0–3 d.p. |
| Primorje             | 6–3            | Zvartnots Yerevan       | 6–1 | 0–2      |
| Ventspils            | 3–1            | Lugano                  | 3–0 | 0–1      |
| Hapoel Tel Aviv      | 5–1            | Partizani               | 1–0 | 4–1      |
| Ferencváros          | 5–2            | AEL Limassol            | 4–0 | 1–2      |
| Hajduk Split         | 11–0           | GÍ Gøta                 | 3–0 | 8–0      |
| Brann                | 4–6            | Sūduva Marijampolė      | 2–3 | 2–3      |
| Amica Wronki         | 12–2           | Total Network Solutions | 5–0 | 7–2      |
| Copenhagen           | 7–2            | Lokomotivi Tbilisi      | 3–1 | 4–1      |
| Liepājas Metalurgs   | 2–6            | Kärnten                 | 0–2 | 2–4      |
| Vaduz                | 1–1 (a)        | Livingston              | 1–1 | 0–0      |
| Sliema Wanderers     | 1–5            | Polonia Varșovia        | 1–3 | 0–2      |
| Anorthosis Famagusta | 3–2            | Grevenmacher            | 3–0 | 0–2      |
| Levadia Tallinn      | 0–4            | Maccabi Tel Aviv        | 0–2 | 0–2      |
| Leixões              | 4–3            | Belasica                | 2–2 | 2–1      |
| Sigma Olomouc        | 3–3 3–5 d.l.d. | Sarajevo                | 2–1 | 1–2 d.p. |
| Zimbru Chișinǎu      | 5–3            | IFK Göteborg            | 3–1 | 2–2      |
| KÍ Klaksvík          | 2–3            | Újpest                  | 2–2 | 0–1      |
| MyPa-47              | 1–2            | Odense                  | 1–0 | 0–2      |
| Dinamo Minsk         | 1–5            | ȚSKA Sofia              | 1–4 | 0–1      |
| Dinamo Tbilisi       | 5–1            | TVMK Tallinn            | 4–1 | 1–0      |
| Spartak Yerevan      | 0–5            | Servette                | 0–2 | 0–3      |
| Shamrock Rovers      | 1–5            | Djurgårdens             | 1–3 | 0–2      |
| Varteks Varaždin     | 9–0            | Dundalk                 | 5–0 | 4–0      |
| Gomel                | 5–0            | HJK Helsinki            | 1–0 | 4–0      |
| Aberdeen             | 1–0            | Nistru Otaci            | 1–0 | 0–0      |
| AIK                  | 5–1            | ÍBV Vestmannaeyjar      | 2–0 | 3–1      |
| Rapid București      | 5–1            | Gorica                  | 2–0 | 3–1      |
| Domagnano            | 0–5            | Viktoria Žižkov         | 0–2 | 0–3      |
| Kairat Almaty        | 0–5            | Steaua Roșie Belgrad    | 0–2 | 0–3      |
| Metalurg Zaporijia   | 3–0            | Birkirkara              | 3–0 | 0–0      |
| Bangor City          | 1–2            | Sartid Smederevo        | 1–0 | 0–2      |
| Koba Senec           | 1–5            | Široki Brijeg           | 1–2 | 0–3      |
| Tirana               | 2–3            | Național București      | 0–1 | 2–2      |
| Avenir Beggen        | 1–9            | Ipswich Town            | 0–1 | 1–8      |
| Fylkir               | 2–4            | Mouscron                | 1–1 | 1–3      |
| Stabæk               | 5–1            | Linfield                | 4–0 | 1–1      |

## Prima rundă
Turul s-a jucat pe 17 și 19 septembrie, și returul pe 1 și 3 octombrie 2002.
| Echipa #1            | Total   | Echipa #2            | Tur | Retur     |
| -------------------- | ------- | -------------------- | --- | --------- |
| Paris Saint-Germain  | 4–0     | Újpest               | 3–0 | 1–0       |
| Sporting CP          | 4–6     | Partizan             | 1–3 | 3–3 d.p.1 |
| Legia Warszawa       | 7–2     | Utrecht              | 4–1 | 3–1       |
| Zimbru Chișinǎu      | 1–4     | Real Betis           | 0–2 | 1–2       |
| Beșiktaș             | 7–2     | Sarajevo             | 2–2 | 5–0       |
| ȚSKA Moscova         | 3–4     | Parma                | 1–1 | 2–3       |
| Levski Sofia         | 5–2     | Brøndby              | 4–1 | 1–1       |
| Anderlecht           | (a) 2–2 | Stabæk               | 0–1 | 2–1       |
| Național București   | 3–2     | Heerenveen           | 3–0 | 0–2       |
| Lazio                | 4–0     | Skoda Xanthi         | 4–0 | 0–0       |
| Aberdeen             | 0–1     | Hertha Berlin        | 0–0 | 0–1       |
| Ipswich Town         | 2–1     | Smederevo            | 1–1 | 1–0       |
| Maccabi Tel Aviv     | 2–4     | Boavista             | 1–0 | 1–4       |
| AIK                  | 4–6     | Fenerbahçe           | 3–3 | 1–3       |
| Sparta Praga         | 4–0     | Široki Brijeg        | 3–0 | 1–0       |
| Austria Wien         | 5–2     | Șahtar Donețk        | 5–1 | 0–1       |
| Denizlispor          | (a) 3–3 | Lorient              | 2–0 | 1–3       |
| Chelsea              | 4–5     | Viking               | 2–1 | 2–4       |
| Kärnten              | 1–4     | Hapoel Tel Aviv      | 0–4 | 1–0       |
| VfB Stuttgart        | 8–2     | Ventspils            | 4–1 | 4–1       |
| Dinamo Zagreb        | 9–1     | Zalaegerszegi        | 6–0 | 3–1       |
| Copenhagen           | 1–3     | Djurgården           | 0–0 | 1–3       |
| Viktoria Žižkov      | (a) 3–3 | Rangers              | 2–0 | 1–3       |
| Vitesse              | 2–1     | Rapid București      | 1–1 | 1–0       |
| Leeds United         | 2–1     | Metalurg Zaporijia   | 1–0 | 1–1       |
| Servette             | 4–4 (a) | Amica Wronki         | 2–3 | 2–1       |
| Sturm Graz           | 8–6     | Livingston           | 5–2 | 3–4       |
| Ferencváros          | 5–0     | Kocaelispor          | 4–0 | 1–0       |
| Željezničar          | 0–1     | Málaga               | 0–0 | 0–1       |
| Bordeaux             | 10–1    | Matador Púchov       | 6–0 | 4–1       |
| Slovan Liberec       | 4–2     | Dinamo Tbilisi       | 3–2 | 1–0       |
| Leixões              | 3–5     | PAOK                 | 2–1 | 1–4       |
| Litex Lovech         | 1–3     | Panathinaikos        | 0–1 | 1–2 d.p.  |
| Steaua Roșie Belgrad | 2–0     | Chievo               | 0–0 | 2–0       |
| Hajduk Split         | 2–3     | Fulham               | 0–1 | 2–2       |
| Primorje             | 1–8     | Wisła Cracovia       | 0–2 | 1–6       |
| APOEL                | 3–1     | Grazer               | 2–0 | 1–1       |
| Celta Vigo           | 2–1     | Odense               | 2–0 | 0–1       |
| Metalurh Donetsk     | 2–10    | Werder Bremen        | 2–2 | 0–8       |
| Celtic               | 10–1    | Sūduva               | 8–1 | 2–0       |
| Porto                | 6–2     | Polonia Warszawa     | 6–0 | 0–2       |
| Gomel                | 1–8     | Schalke 04           | 1–4 | 0–4       |
| Grasshopper          | 4–3     | Zenit St. Petersburg | 3–1 | 1–2       |
| Ankaragücü           | 1–5     | Deportivo Alavés     | 1–2 | 0–3       |
| Iraklis              | 5–5 (a) | Anorthosis Famagusta | 4–2 | 1–3       |
| Midtjylland          | 2–1     | Varteks              | 1–0 | 1–1       |
| Blackburn Rovers     | (a)4–4  | ȚSKA Sofia           | 1–1 | 3–3       |
| Mouscron             | 3–7     | Slavia Praga         | 2–2 | 1–5       |

1Meciul s-a jucat fără spectatori din cauza turbulențelor cauzate de fanii lui Partizan.

## A doua rundă
Turul s-a jucat pe 29 și 31 octombrie, iar returul pe 7, 12 și 14 noiembrie 2002.
| Echipa #1          | Total          | Echipa #2            | Tur | Retur    |
| ------------------ | -------------- | -------------------- | --- | -------- |
| Viktoria Žižkov    | 0–4            | Real Betis           | 0–1 | 0–3      |
| Legia Varșovia     | 2–3            | Schalke 04           | 2–3 | 0–0      |
| Djurgårdens        | 1–3            | Bordeaux             | 0–1 | 1–2      |
| APOEL              | 0–5            | Hertha BSC           | 0–1 | 0–4      |
| Dinamo Zagreb      | 1–5            | Fulham               | 0–3 | 1–2      |
| Sparta Praga       | 1–2            | Denizlispor          | 1–0 | 0–2      |
| Ferencváros        | 0–2            | Stuttgart            | 0–0 | 0–2      |
| Sturm Graz         | 1–1 8–7 d.l.d. | Levski Sofia         | 1–0 | 0–1 d.p. |
| Partizan           | 4–6            | Slavia Praga         | 3–1 | 1–5 d.p. |
| Național București | 0–3            | Paris Saint-Germain  | 0–2 | 0–1      |
| Fenerbahçe         | 2–5            | Panathinaikos        | 1–1 | 1–4      |
| PAOK               | 3–2            | Grasshoppers         | 2–1 | 1–1      |
| Lazio              | 2–1            | Steaua Roșie Belgrad | 1–0 | 1–1      |
| Anderlecht         | 6–1            | Midtjylland          | 3–1 | 3–0      |
| Austria Wien       | 0–3            | Porto                | 0–1 | 0–2      |
| Vitesse            | 5–4            | Werder Bremen        | 2–1 | 3–3      |
| Ipswich Town       | 1–1 2–4 d.l.d. | Slovan Liberec       | 1–0 | 0–1 d.p. |
| Deportivo Alavés   | 1–2            | Beșiktaș             | 1–1 | 0–1      |
| Parma              | 3–5            | Wisła Cracovia       | 2–1 | 1–4 d.p. |
| Leeds United       | 5–1            | Hapoel Tel Aviv      | 1–0 | 4–1      |
| Celtic             | 3–0            | Blackburn Rovers     | 1–0 | 2–0      |
| Málaga             | 4–2            | Amica Wronki         | 2–1 | 2–1      |
| Celta Vigo         | 4–1            | Viking               | 3–0 | 1–1      |
| Boavista           | 3–1            | Anorthosis Famagusta | 2–1 | 1–0      |

## Faza finală

### A treia rundă
Turul s-a jucat pe 26 și 28 noiembrie, iar returul pe 10 și 12 decembrie 2002.
| Echipa #1           | Total   | Echipa #2     | Tur | Retur |
| ------------------- | ------- | ------------- | --- | ----- |
| Hertha BSC          | 2–1     | Fulham        | 2–1 | 0–0   |
| Paris Saint-Germain | 2–2 (a) | Boavista      | 2–1 | 0–1   |
| Wisła Cracovia      | 5–2     | Schalke 04    | 1–1 | 4–1   |
| Denizlispor         | 1–0     | Lyon          | 0–0 | 1–0   |
| Slovan Liberec      | 2–3     | Panathinaikos | 2–2 | 0–1   |
| Beșiktaș            | 3–1     | Dinamo Kiev   | 3–1 | 0–0   |
| Bordeaux            | 2–4     | Anderlecht    | 0–2 | 2–2   |
| PAOK                | 1–4     | Slavia Praga  | 1–0 | 0–4   |
| AEK Atena           | 8–1     | Maccabi Haifa | 4–0 | 4–1   |
| Sturm Graz          | 2–3     | Lazio         | 1–3 | 1–0   |
| Club Brugge         | 1–3     | Stuttgart     | 1–2 | 0–1   |
| Vitesse             | 0–2     | Liverpool     | 0–1 | 0–1   |
| Celtic              | 2–2 (a) | Celta Vigo    | 1–0 | 1–2   |
| Real Betis          | 1–2     | Auxerre       | 1–0 | 0–2   |
| Málaga              | 2–1     | Leeds United  | 0–0 | 2–1   |
| Porto               | 3–1     | Lens          | 3–0 | 0–1   |

### A patra runda
Turul s-a jucat pe 20 februarie, iar returul pe 27 februarie 2003.
| Echipa #1     | Total   | Echipa #2      | Tur | Retur |
| ------------- | ------- | -------------- | --- | ----- |
| Hertha BSC    | 3–3 (a) | Boavista       | 3–2 | 0–1   |
| Panathinaikos | 3–2     | Anderlecht     | 3–0 | 0–2   |
| Slavia Praga  | 3–4     | Beșiktaș       | 1–0 | 2–4   |
| Auxerre       | 0–3     | Liverpool      | 0–1 | 0–2   |
| Lazio         | 5–4     | Wisła Cracovia | 3–3 | 2–1   |
| Málaga        | 1–0     | AEK Atena      | 0–0 | 1–0   |
| Celtic        | 5–4     | Stuttgart      | 3–1 | 2–3   |
| Porto         | 8–3     | Denizlispor    | 6–1 | 2–2   |

### Sferturi
Turul s-a jucat pe 13 martie, iar returul pe 20 martie 2003.
| Echipa #1 | Total          | Echipa #2     | Tur | Retur    |
| --------- | -------------- | ------------- | --- | -------- |
| Porto     | 2–1            | Panathinaikos | 0–1 | 2–0 d.p. |
| Lazio     | 3–1            | Beșiktaș      | 1–0 | 2–1      |
| Celtic    | 3–1            | Liverpool     | 1–1 | 2–0      |
| Málaga    | 1–1 1–4 d.l.d. | Boavista      | 1–0 | 0–1 d.p. |

### Semifinale
Turul s-a jucat pe 10 aprilie, iar returul pe 24 aprilie 2003.
| Echipa #1 | Total | Echipa #2 | Tur | Retur |
| --------- | ----- | --------- | --- | ----- |
| Porto     | 4–1   | Lazio     | 4–1 | 0–0   |
| Celtic    | 2–1   | Boavista  | 1–1 | 1–0   |

### Finala
| Porto                          | 3–2     | Celtic           |
| ------------------------------ | ------- | ---------------- |
| Derlei 45', 115' Alenichev 54' | Cronică | Larsson 47', 57' |

## Golgheteri
| Loc | Nume                    | Echipă         | Goluri | Minute jucate |
| --- | ----------------------- | -------------- | ------ | ------------- |
| 1   | Derlei                  | Porto          | 12     | 1159'         |
| 2   | Henrik Larsson          | Celtic         | 11     | 887'          |
| 3   | Maciej Żurawski         | Wisła Cracovia | 9      | 723'          |
| 4   | Nenad Jestrović         | Anderlecht     | 7      | 415'          |
| 5   | Mustafa Özkan           | Denizlispor    | 6      | 630'          |
| 6   | Stanko Svitlica         | Legia Varșovia | 5      | 334'          |
| 6   | Jean-Claude Darcheville | Bordeaux       | 5      | 460'          |
| 6   | Imre Szabics            | Sturm Graz     | 5      | 532'          |
| 6   | Alan Smith              | Leeds United   | 5      | 540'          |
| 6   | Štěpán Vachoušek        | Slavia Praga   | 5      | 597'          |
| 6   | Hélder Postiga          | Porto          | 5      | 782'          |
| 6   | Julio Dely Valdés       | Málaga         | 5      | 822'          |